# Список эпизодов телесериала «Ангел»
«Ангел» (англ. Angel) — американский телесериал, спин-офф телесериала «Баффи — истребительница вампиров».

## Обзор сезонов
| Сезон | Сезон | Эпизоды | Оригинальная дата показа | Оригинальная дата показа |
| Сезон | Сезон | Эпизоды | Премьера сезона          | Финал сезона             |
| ----- | ----- | ------- | ------------------------ | ------------------------ |
|       | 1     | 22      | 5 октября 1999           | 23 мая 2000              |
|       | 2     | 22      | 26 сентября 2000         | 22 мая 2001              |
|       | 3     | 22      | 24 сентября 2001         | 20 мая 2002              |
|       | 4     | 22      | 6 октября 2002           | 7 мая 2003               |
|       | 5     | 22      | 1 октября 2003           | 1 мая 2004               |

## Эпизоды

### Сезон 1 (1999—2000)
| № общий | № в сезоне | Название                                             | Режиссёр          | Автор сценария                                                         | Дата премьеры   | Произв. код |
| ------- | ---------- | ---------------------------------------------------- | ----------------- | ---------------------------------------------------------------------- | --------------- | --- |
| 1       | 1          | «City Of» «Город Ангелов»                            | Джосс Уидон       | Джосс Уидон и Дэвид Гринуолт                                           | 5 октября 1999  | 1ADH01 |
| 2       | 2          | «Lonely Hearts» «Одинокие сердца»                    | Джеймс А. Контнер | Дэвид Фьюри                                                            | 12 октября 1999 | 1ADH02 |
| 3       | 3          | «In The Dark» «Во тьме»                              | Брюс Сэт Грин     | Дуглас Петри                                                           | 19 октября 1999 | 1ADH03 |
| 4       | 4          | «I Fall To Pieces» «Я распадаюсь на части»           | Верн Гиллам       | Сюжет: Джосс Уидон и Дэвид Гринуолт Телесценарий: Дэвид Гринуолт       | 26 октября 1999 | 1ADH04 |
| 5       | 5          | «Rm w/a Vu» «Комната с видом»                        | Скотт МакГиннис   | Сюжет: Дэвид Гринуолт и Джейн Эспенсон Телесценарий: Джейн Эспенсон    | 2 ноября 1999   | 1ADH05 |
| 6       | 6          | «Sense & Sensitivity» «Чувства и чувствительность»   | Джеймс А. Контнер | Тим Майнир                                                             | 9 ноября 1999   | 1ADH06 |
| 7       | 7          | «Bachelor Party» «Мальчишник»                        | Дэвид Стрэйтон    | Трейси Стерн                                                           | 16 ноября 1999  | 1ADH07 |
| 8       | 8          | «I Will Remember You» «Я буду помнить тебя»          | Дэвид Гроссман    | Дэвид Гринуолт и Джанин Реншоу                                         | 23 ноября 1999  | 1ADH08 |
| 9       | 9          | «Hero» «Герой»                                       | Такер Гейтс       | Говард Гордон и Тим Майнир                                             | 30 ноября 1999  | 1ADH09 |
| 10      | 10         | «Parting Gifts» «Прощальный подарок»                 | Джеймс А. Контнер | Дэвид Фьюри и Джанин Реншоу                                            | 14 декабря 1999 | 1ADH10 |
| 11      | 11         | «Somnambulist» «Сомнамбулист»                        | Винрич Кольбе     | Тим Майнер                                                             | 18 января 2000  | 1ADH11 Кейт расследует дело серийного убийцы,преследуюмого по улицам Лос-Анджелеса.У всех жертв на щеке есть поперечный порез - знак,который Ангел когда-то использовал во время пребывания Ангелусом.Ангелу снятся убийства,Корделия и Уэсли заковывают его на ночь,и тогда он понимает,что убийца не он,а его бывший протеже Пенн.Когда Кейт идёт арестовать Пенна,Ангел тоже преследует её:Кейт узнает,что Ангел — вампир. |
| 12      | 12         | «Expecting» «Ожидание»                               | Дэвид Семел       | Говард Гордон                                                          | 25 января 2000  | 1ADH12 |
| 13      | 13         | «She» «Она»                                          | Дэвид Гринуолт    | Дэвид Гринуолт и Марти Ноксон                                          | 8 февраля 2000  | 1ADH13 |
| 14      | 14         | «I've Got You Under My Skin» «Ты залез мне под кожу» | Р. Д. Прайс       | История: Дэвид Гринуолт и Jeannine Renshaw Телесценарий: Джанин Реншоу | 15 февраля 2000 | 1ADH14 |
| 15      | 15         | «The Prodigal» «Расточительность»                    | Брюс Сет Грин     | Тим Майнер                                                             | 22 февраля 2000 | 1ADH15 |
| 16      | 16         | «The Ring» «Кольцо»                                  | Ник Марк          | Говард Гордон                                                          | 29 февраля 2000 | 1ADH16 |
| 17      | 17         | «Eternity» «Вечность»                                | Регис Б. Кимбл    | Трейси Стерн                                                           | 4 апреля 2000   | 1ADH17 |
| 18      | 18         | «Five by Five» «Пять-на-пять»                        | Джеймс А. Контнер | Джим Коуф                                                              | 25 апреля 2000  | 1ADH18 |
| 19      | 19         | «Sanctuary» «Убежище»                                | Майкл Лэнг        | Тим Майнер и Джосс Уидон                                               | 2 мая 2000      | 1ADH19 |
| 20      | 20         | «War Zone» «Боевая зона»                             | Дэвид Стрэйтон    | Гэрри Кэмпбелл                                                         | 9 мая 2000      | 1ADH20 |
| 21      | 21         | «Blind Date» «Свидание вслепую»                      | Томас Дж. Райт    | Джанин Реншоу                                                          | 16 мая 2000     | 1ADH21 |
| 22      | 22         | «To Shanshu in L.A.» «К Шаншу в Лос-Анджелесе»       | Дэвид Гринуолт    | Дэвид Гринуолт                                                         | 23 мая 2000     | 1ADH22 |

### Сезон 2 (2000—2001)
| № общий | № в сезоне | Название                                                        | Режиссёр          | Автор сценария                                                   | Дата премьеры    | Произв. код |
| ------- | ---------- | --------------------------------------------------------------- | ----------------- | ---------------------------------------------------------------- | ---------------- | ----------- |
| 23      | 1          | «Judgment» «Правосудие»                                         | Майкл Лэнг        | Сюжет: Джосс Уидон и Дэвид Гринуолт Телесценарий: Дэвид Гринуолт | 26 сентября 2000 | 2ADH01      |
| 24      | 2          | «Are You Now or Have You Ever Been» «Кто ты есть, и кем ты был» | Дэвид Семел       | Тим Майнир                                                       | 3 октября 2000   | 2ADH02      |
| 25      | 3          | «First Impressions» «Первые впечатления»                        | Джеймс А. Контнер | Шон Райан                                                        | 10 октября 2000  | 2ADH03      |
| 26      | 4          | «Untouched» «Неприкасаемая»                                     | Джосс Уидон       | Мер Смит                                                         | 17 октября 2000  | 2ADH04      |
| 27      | 5          | «Dear Boy» «Милый мальчик»                                      | Дэвид Гринуолт    | Дэвид Гринуолт                                                   | 24 октября 2000  | 2ADH05      |
| 28      | 6          | «Guise Will Be Guise» «Внешность останется внешностью»          | Кришна Рао        | Джейн Эспенсон                                                   | 7 ноября 2000    | 2ADH06      |
| 29      | 7          | «Darla» «Дарла»                                                 | Тим Майнир        | Тим Майнир                                                       | 14 ноября 2000   | 2ADH07      |
| 30      | 8          | «The Shroud of Rahmon» «Саван Рамона»                           | Дэвид Гроссман    | Джим Коуф                                                        | 21 ноября 2000   | 2ADH08      |
| 31      | 9          | «The Trial» «Испытание»                                         | Брюс Сет Грин     | Сюжет: Дэвид Гринуолт Телесценарий: Дуглас Петри и Тим Майнир    | 28 ноября 2000   | 2ADH09      |
| 32      | 10         | «Reunion» «Воссоединение»                                       | Джеймс А. Контнер | Тим Майнир и Шон Райан                                           | 19 декабря 2000  | 2ADH10      |
| 33      | 11         | «Redefinition» «Переопределение»                                | Майкл Гроссман    | Мер Смит                                                         | 16 января 2001   | 2ADH11      |
| 34      | 12         | «Blood Money» «Кровавые деньги»                                 | Р. Д. Прайс       | Шон Райан и Мер Смит                                             | 23 января 2001   | 2ADH12      |
| 35      | 13         | «Happy Anniversary» «Счастливой годовщины»                      | Билл Л. Нортон    | Сюжет: Джосс Уидон и Дэвид Гринуолт Телесценарий: Дэвид Гринуолт | 6 февраля 2001   | 2ADH13      |
| 36      | 14         | «The Thin Dead Line» «Тонкая линия смерти»                      | Скотт Макгиннис   | Джим Коуф и Шон Райан                                            | 13 февраля 2001  | 2ADH14      |
| 37      | 15         | «Reprise» «Реванш»                                              | Джеймс Уитмор мл. | Тим Майнир                                                       | 20 февраля 2001  | 2ADH15      |
| 38      | 16         | «Epiphany» «Прозрение»                                          | Томас Дж. Райт    | Тим Майнир                                                       | 27 февраля 2001  | 2ADH16      |
| 39      | 17         | «Disharmony» «Дисгармония»                                      | Фред Келлер       | Дэвид Фьюри                                                      | 17 апреля 2001   | 2ADH17      |
| 40      | 18         | «Dead End» «Смертельный исход»                                  | Джеймс А. Контнер | Дэвид Гринуолт                                                   | 24 апреля 2001   | 2ADH18      |
| 41      | 19         | «Belonging» «Принадлежность»                                    | Тури Майер        | Шон Райан                                                        | 1 мая 2001       | 2ADH19      |
| 42      | 20         | «Over the Rainbow» «За радугой»                                 | Фред Келлер       | Мер Смит                                                         | 8 мая 2001       | 2ADH20      |
| 43      | 21         | «Through the Looking Glass» «По ту сторону зеркала»             | Тим Майнир        | Тим Майнир                                                       | 15 мая 2001      | 2ADH21      |
| 44      | 22         | «There's No Place Like Plrtz Glrb» «Нет места похожего на…»     | Дэвид Гринуолт    | Дэвид Гринуолт                                                   | 22 мая 2001      | 2ADH22      |

### Сезон 3 (2001—2002)
| № общий | № в сезоне | Название                                      | Режиссёр          | Автор сценария            | Дата премьеры    | Произв. код |
| ------- | ---------- | --------------------------------------------- | ----------------- | ------------------------- | ---------------- | ----------- |
| 45      | 1          | «Heartthrob» «Биение сердца»                  | Дэвид Гринуолт    | Дэвид Гринуолт            | 24 сентября 2001 | 3ADH01      |
| 46      | 2          | «That Vision Thing» «Эти видения»             | Билл Л. Нортон    | Джеффри Белл              | 1 октября 2001   | 3ADH03      |
| 47      | 3          | «That Old Gang of Mine» «Моя старая банда»    | Фред Келлер       | Тим Майнир                | 8 октября 2001   | 3ADH02      |
| 48      | 4          | «Carpe Noctem» «Не упускай момент»            | Джеймс А. Контнер | Скотт Мёрфи               | 15 октября 2001  | 3ADH04      |
| 49      | 5          | «Fredless» «Без Фрэд»                         | Марита Грабиак    | Мер Смит                  | 22 октября 2001  | 3ADH05      |
| 50      | 6          | «Billy» «Билли»                               | Дэвид Гроссман    | Тим Майнир и Джеффри Белл | 29 октября 2001  | 3ADH06      |
| 51      | 7          | «Offspring» «Oтпрыск»                         | Тури Майер        | Дэвид Гринуолт            | 5 ноября 2001    | 3ADH07      |
| 52      | 8          | «Quickening» «Оживление»                      | Скип Скулник      | Джеффри Белл              | 12 ноября 2001   | 3ADH08      |
| 53      | 9          | «Lullaby» «Колыбельная»                       | Тим Майнир        | Тим Майнир                | 19 ноября 2001   | 3ADH09      |
| 54      | 10         | «Dad» «Отец»                                  | Фред Келлер       | Дэвид Х. Гудман           | 10 декабря 2001  | 3ADH10      |
| 55      | 11         | «Birthday» «День рождения»                    | Майкл Гроссман    | Мер Смит                  | 14 января 2002   | 3ADH11      |
| 56      | 12         | «Provider» «Кормилец семьи»                   | Билл Л. Нортон    | Скотт Мёрфи               | 21 января 2002   | 3ADH12      |
| 57      | 13         | «Waiting in the Wings» «Ожидание за кулисами» | Джосс Уидон       | Джосс Уидон               | 4 февраля 2002   | 3ADH13      |
| 58      | 14         | «Couplet» «Куплет»                            | Тим Майнир        | Тим Майнир и Джеффри Белл | 18 февраля 2002  | 3ADH14      |
| 59      | 15         | «Loyalty» «Верность»                          | Джеймс А. Контнер | Мер Смит                  | 25 февраля 2002  | 3ADH15      |
| 60      | 16         | «Sleep Tight» «Спи крепко, малыш»             | Терренс О’Хара    | Дэвид Гринуолт            | 4 марта 2002     | 3ADH16      |
| 61      | 17         | «Forgiving» «Прощение»                        | Тури Майер        | Джеффри Белл              | 15 апреля 2002   | 3ADH17      |
| 62      | 18         | «Double or Nothing» «Всё или ничего»          | Дэвид Гроссман    | Дэвид Х. Гудман           | 22 апреля 2002   | 3ADH18      |
| 63      | 19         | «The Price» «Цена»                            | Марита Грабиак    | Дэвид Фьюри               | 29 апреля 2002   | 3ADH19      |
| 64      | 20         | «A New World» «Новый мир»                     | Тим Майнир        | Джеффри Белл              | 6 мая 2002       | 3ADH20      |
| 65      | 21         | «Benediction» «Благословение»                 | Тим Майнир        | Тим Майнир                | 13 мая 2002      | 3ADH21      |
| 66      | 22         | «Tomorrow» «Завтра»                           | Дэвид Гринуолт    | Дэвид Гринуолт            | 20 мая 2002      | 3ADH22      |

### Сезон 4 (2002—2003)
| № общий | № в сезоне | Название                                                       | Режиссёр          | Автор сценария                               | Дата премьеры   | Произв. код | Зрители в США (млн) |
| ------- | ---------- | -------------------------------------------------------------- | ----------------- | -------------------------------------------- | --------------- | ----------- | ------------------- |
| 67      | 1          | «Deep Down» «Глубина»                                          | Терренс О’Хара    | Стивен С. Денайт                             | 6 октября 2002  | 4ADH01      | 4.57                |
| 68      | 2          | «Ground State» «Заземление»                                    | Майкл Гроссман    | Мер Смит                                     | 13 октября 2002 | 4ADH02      | 4.21                |
| 69      | 3          | «The House Always Wins» «Казино всегда выигрывает»             | Марита Грабиак    | Дэвид Фьюри                                  | 20 октября 2002 | 4ADH03      | 5.07                |
| 70      | 4          | «Slouching Toward Bethlehem» «На пути к Вифлеему»              | Скип Скулник      | Джеффри Белл                                 | 27 октября 2002 | 4ADH04      | 4.13                |
| 71      | 5          | «Supersymmetry» «Суперсимметрия»                               | Билл Л. Нортон    | Элизабет Крафт и Сара Фэин                   | 3 ноября 2002   | 4ADH05      | 3.64                |
| 72      | 6          | «Spin the Bottle» «Бутылочка»                                  | Джосс Уидон       | Джосс Уидон                                  | 10 ноября 2002  | 4ADH06      | 3.63                |
| 73      | 7          | «Apocalypse, Nowish» «Не желаете апокалипсис (Огненный дождь)» | Верн Гиллам       | Стивен С. Денайт                             | 17 ноября 2002  | 4ADH07      | 4.25                |
| 74      | 8          | «Habeas Corpses» «Законодательный труп»                        | Скип Скулник      | Джеффри Белл                                 | 15 января 2003  | 4ADH08      | 4.01                |
| 75      | 9          | «Long Day's Journey» «Долгое путешествие»                      | Терренс О’Хара    | Мер Смит                                     | 22 января 2003  | 4ADH09      | 3.46                |
| 76      | 10         | «Awakening» «Пробуждение»                                      | Джеймс А. Контнер | Дэвид Фьюри и Стивен С. Денайт               | 29 января 2003  | 4ADH10      | 3.1                 |
| 77      | 11         | «Soulless» «Бездушный»                                         | Шон Эстин         | Элизабет Крафт и Сара Фэин                   | 5 февраля 2003  | 4ADH11      | 3.46                |
| 78      | 12         | «Calvary» «Голгофа»                                            | Билл Л. Нортон    | Джеффри Белл, Стивен С. Денайт и Мер Смит    | 12 февраля 2003 | 4ADH12      | 3.69                |
| 79      | 13         | «Salvage» «Спасение»                                           | Джефферсон Кибби  | Дэвид Фьюри                                  | 5 марта 2003    | 4ADH13      | 3.72                |
| 80      | 14         | «Release» «Освобождение»                                       | Джеймс А. Контнер | Стивен С. Денайт, Элизабет Крафт и Сара Фэин | 12 марта 2003   | 4ADH14      | 3.91                |
| 81      | 15         | «Orpheus» «Орфей»                                              | Терренс О’Хара    | Мер Смит                                     | 19 марта 2003   | 4ADH15      | 3.91                |
| 82      | 16         | «Players» «Игроки»                                             | Майкл Гроссман    | Джеффри Белл, Элизабет Крафт и Сара Фэин     | 26 марта 2003   | 4ADH16      | 3.45                |
| 83      | 17         | «Inside Out» «Появление на свет»                               | Стивен С. Денайт  | Стивен С. Денайт                             | 2 апреля 2003   | 4ADH17      | 3.55                |
| 84      | 18         | «Shiny Happy People» «Счастливые и радостные люди»             | Марита Грабиак    | Элизабет Крафт и Сара Фэин                   | 9 апреля 2003   | 4ADH18      | 3.92                |
| 85      | 19         | «The Magic Bullet» «Волшебная пуля»                            | Джеффри Белл      | Джеффри Белл                                 | 16 апреля 2003  | 4ADH19      | 4.09                |
| 86      | 20         | «Sacrifice» «Жертвоприношение»                                 | Дэвид Стрэйтон    | Бен Эдлунд                                   | 23 апреля 2003  | 4ADH20      | 3.71                |
| 87      | 21         | «Peace Out» «Умиротворение»                                    | Джефферсон Кибби  | Дэвид Фьюри                                  | 30 апреля 2003  | 4ADH21      | 4.04                |
| 88      | 22         | «Home» «Дом»                                                   | Тим Майнир        | Тим Майнир                                   | 7 мая 2003      | 4ADH22      | 3.95                |

### Сезон 5 (2003—2004)
| № общий | № в сезоне | Название                                                                            | Режиссёр          | Автор сценария                                            | Дата премьеры   | Произв. код | Зрители в США (млн) |
| ------- | ---------- | ----------------------------------------------------------------------------------- | ----------------- | --------------------------------------------------------- | --------------- | ----------- | ------------------- |
| 89      | 1          | «Conviction» «Приговор»                                                             | Джосс Уидон       | Джосс Уидон                                               | 1 октября 2003  | 5ADH01      | 5.2                 |
| 90      | 2          | «Just Rewards» «Только награды»                                                     | Джеймс А. Контнер | Сюжет: Дэвид Фьюри Телесценарий: Дэвид Фьюри и Бен Эдлунд | 8 октября 2003  | 5ADH02      | 5.2                 |
| 91      | 3          | «Unleashed» «Необузданная»                                                          | Марита Грабиак    | Сара Фэин и Элизабет Крафт                                | 15 октября 2003 | 5ADH03      | 5.0                 |
| 92      | 4          | «Hell Bound» «Адское место»                                                         | Стивен С. Денайт  | Стивен С. Денайт                                          | 22 октября 2003 | 5ADH04      | 4.7                 |
| 93      | 5          | «Life of the Party» «Душа компании»                                                 | Билл Л. Нортон    | Бен Эдлунд                                                | 29 октября 2003 | 5ADH05      | 4.7                 |
| 94      | 6          | «The Cautionary Tale of Numero Cinco» «Поучительная история о Великолепной Пятёрке» | Джеффри Белл      | Джеффри Белл                                              | 5 ноября 2003   | 5ADH06      | 4.0                 |
| 95      | 7          | «Lineage» «Происхождение»                                                           | Джефферсон Кибби  | Дрю Годдард                                               | 12 ноября 2003  | 5ADH07      | 4.8                 |
| 96      | 8          | «Destiny» «Судьба»                                                                  | Скип Скулник      | Дэвид Фьюри и Стивен С. Денайт                            | 19 ноября 2003  | 5ADH08      | 4.0                 |
| 97      | 9          | «Harm's Way» «Путь гармонии»                                                        | Верн Гиллам]      | Элизабет Крафт и Сара Фэин                                | 14 января 2004  | 5ADH09      | 3.8                 |
| 98      | 10         | «Soul Purpose» «Предназначение души»                                                | Дэвид Борианаз    | Брент Флетчер                                             | 21 января 2004  | 5ADH10      | 3.3                 |
| 99      | 11         | «Damage» «Травма»                                                                   | Джефферсон Кибби  | Стивен С. Денайт и Дрю Годдард                            | 28 января 2004  | 5ADH11      | 4.3                 |
| 100     | 12         | «You're Welcome» «Не стоит благодарности»                                           | Дэвид Фьюри       | Дэвид Фьюри                                               | 4 февраля 2004  | 5ADH12      | 3.9                 |
| 101     | 13         | «Why We Fight» «Почему мы сражаемся»                                                | Терренс О’Хара    | Дрю Годдард и Стивен С. Денайт                            | 11 февраля 2004 | 5ADH13      | 3.6                 |
| 102     | 14         | «Smile Time» «Время для улыбки»                                                     | Бен Эдлунд        | Сюжет: Джосс Уидон и Бен Эдлунд Телесценарий: Бен Эдлунд  | 18 февраля 2004 | 5ADH14      | 4.1                 |
| 103     | 15         | «A Hole in the World» «Дыра в мире»                                                 | Джосс Уидон       | Джосс Уидон                                               | 25 февраля 2004 | 5ADH15      | 3.9                 |
| 104     | 16         | «Shells» «Оболочки»                                                                 | Стивен С. Денайт  | Стивен С. Денайт                                          | 3 марта 2004    | 5ADH16      | N/A                 |
| 105     | 17         | «Underneath» «Под покровом тайны»                                                   | Скип Скулник      | Элизабет Крафт и Сара Фэин                                | 14 апреля 2004  | 5ADH17      | N/A                 |
| 106     | 18         | «Origin» «Исток»                                                                    | Терренс О’Хара    | Дрю Годдард                                               | 21 апреля 2004  | 5ADH18      | N/A                 |
| 107     | 19         | «Time Bomb» «Бомба с часовым механизмом»                                            | Верн Гиллам       | Бен Эдлунд                                                | 28 апреля 2004  | 5ADH19      | N/A                 |
| 108     | 20         | «The Girl in Question» «Страсти вокруг девушки»                                     | Дэвид Гринуолт    | Стивен С. Денайт и Дрю Годдард                            | 5 мая 2004      | 5ADH20      | N/A                 |
| 109     | 21         | «Power Play» «Силовая игра»                                                         | Джеймс А. Контнер | Дэвид Фьюри                                               | 12 мая 2004     | 5ADH21      | N/A                 |
| 110     | 22         | «Not Fade Away» «Не исчезать»                                                       | Джеффри Белл      | Джеффри Белл и Джосс Уидон                                | 19 мая 2004     | 5ADH22      | N/A                 |